# ОПЭ1
ОПЭ1 (Однофазный, Промышленный Электровоз, тип 1-й ) —  промышленный электротепловоз переменного тока, производства Новочеркасского завода, первый тяговый агрегат переменного тока советского производства. В базовой составности агрегат состоит из двухсекционного электротепловоза, включающего электровозную и тепловозную секцию с кабинами управления, и одного моторного думпкара; после модернизации возможна эксплуатация электровозной секции с двумя моторными думпкарами. Предназначен для работы на железных дорогах открытых горных разработок, электрифицированных на однофазном переменном токе промышленной частоты 50 Гц при напряжении в контактной сети 10 кВ. Также предусмотрена возможность работы и на неэлектрифицированных участках.

## История создания и выпуска

### Проектирование
В 1957 году на Коркинском угольном карьере был собран первый в Советском Союзе тяговый агрегат, который состоял из электровоза IV-КП1, сцепленного с моторным думпкаром (переделка думпкара ВС-50). Повышение сцепного веса в два раза позволило соответственно увеличить и вес вывозимых составов. Поэтому одновременно с заказом тяговых агрегатов в ГДР (серия ЕЛ10), советскими специалистами были начаты разработки собственных проектов. Разработку проектов вели совместно ВЭлНИИ, ДЭВЗ и ДВЗ.
Первоначально тяговый агрегат должен был состоять из односекционного электротепловоза и двух моторных думпкаров по аналогии с ЕЛ10. Однако опыт эксплуатации агрегатов ЕЛ10 показал, что мощности дизельного двигателя в 750 л. с. недостаточно для работы на неэлектрифицированных путях и требует дальнейшего повышения. Ввиду габаритных и весовых ограничений, было решено вынести дизель в отдельную секцию, сократив при этом число думпкаров до одного. По окончательному проекту тяговый агрегат состоял из двухсекционного локомотива (одна секция электровозная, другая — тепловозная) и одного моторного думпкара. Общая проектная масса локомотива с думпкаром составляла 360 тонн.
К 1964 году проект нового тягового агрегата был закончен, однако постройка первого тягового агрегата, который получил обозначение серии ОПЭ1 (однофазный промышленный электровоз с 1-м думпкаром), состоялась только в 1969 году Новочеркасским заводом. Таким образом, ОПЭ1 стал первым тяговым агрегатом, спроектированным в СССР, но не стал первым тяговым агрегатом производства советских заводов, так как в 1967 году, то есть за 2 года до начала производства ОПЭ1, Днепропетровским заводом был начат выпуск тяговых агрегатов постоянного тока серии ПЭ2.

### Выпуск

Первый электротепловоз серии ОПЭ1-001 без моторного думпкара

Первый тяговый агрегат ОПЭ1-001 имел в составе двухсекционный локомотив, включающий электровозную и тепловозную секцию, и 1 моторный думпкар. В том же 1969 году НЭВЗ выпустил также тяговый агрегат ОПЭ1-002, который имел только две локомотивные секции. В 1970 году завод внёс некоторые изменения в конструкцию кузова и поначалу начал выпуск агрегатов ОПЭ1 в двухсекционном исполнении (по типу 002, за исключением 006, который имел три секции). Думпкары к ним поставлял Днепропетровский электровозостроительный завод совместно с Днепродзержинским вагоностроительным заводом. С 1975 года выпуск моторных думпкаров был налажен на самом НЭВЗ и ОПЭ1 выпускался уже в трёхсекционном исполнении. До 1985 года часть думпкаров продолжала выпускаться ДЭВЗ, впоследствии НЭВЗ строил думпкары самостоятельно.
Поскольку грузоподъёмность моторного думпкара в связи с наличием электрооборудования оказалась меньше обычных думпкаров, в качестве эксперимента для тягового агрегата ОПЭ1-006 вместо стандартного четырёхосного был построен опытный шестиосный думпкар. Думпкар опирался на две трёхосные тележки, тяговые электродвигатели на каждой из которых размещались только на крайних колёсных парах, а средние колёсные пары являлись бегунковыми. Длина кузова думпкара составляла 19 600 мм. После нескольких лет эксплуатации думпкар был списан.
В 1988 году НЭВЗ выпустил тяговый агрегат ОПЭ1-400, в составе которого вместо моторного думпкара имелась бустерная секция. Она имела раму кузова тяговых секций, опирающуюся на тележки с тяговыми электродвигателями. В середине бустера был уложен балласт, а по краям устроены аппаратные отсеки с размещённым в них электрооборудованием и мотор-вентиляторами для охлаждения тяговых электродвигателей. Подобные бустеры строились в дальнейшем как в составе тяговых агрегатов, так и по отдельности.
Производство ОПЭ1 было завершено лишь в 2002, вскоре вместо них заводом стали выпускаться агрегаты НП1. Всего новочеркасским заводом было выпущено 417 двухсекционных электротепловозов ОПЭ1 без учёта думпкаров, а также 52 моторных думпкара (включая 1 шестиосный) и 32 бустера. Данные по выпуску ОПЭ1 по годам приведены в таблице:
| Год выпуска | Количество           | Количество         | Количество | Количество | Номера   |
| Год выпуска | Электровозных секций | Тепловозных секций | Думпкаров  | Бустеров   | Номера   |
| ----------- | -------------------- | ------------------ | ---------- | ---------- | -------- |
| 1969        | 2                    | 2                  | 1          | —          | 001, 002 |
| 1970        | 10                   | 10                 | 1          | —          | 003—012  |
| 1971        | 10                   | 10                 | —          | —          | 013—022  |
| 1972        | 15                   | 15                 | —          | —          | 023—037  |
| 1973        | 25                   | 25                 | —          | —          | 037—062  |
| 1974        | 26                   | 26                 | —          | —          | 063—088  |
| 1975        | 25                   | 25                 | 1          | —          | 089—113  |
| 1976        | 25                   | 25                 | —          | —          | 114—138  |
| 1977        | 25                   | 25                 | —          | —          | 139—163  |
| 1978        | 25                   | 25                 | 5          | —          | 164—188  |
| 1979        | 24                   | 24                 | —          | —          | 189—212  |
| 1980        | 24                   | 24                 | —          | —          | 213—236  |
| 1981        | 20                   | 20                 | —          | —          | 237—256  |
| 1982        | 23                   | 23                 | —          | —          | 257—279  |
| 1983        | 26                   | 26                 | 5          | —          | 280—305  |
| 1984        | 24                   | 24                 | 11         | —          | 306—329  |
| 1985        | 21                   | 21                 | —          | —          | 330—350  |
| 1986        | 25                   | 25                 | —          | —          | 351—375  |
| 1987        | 16                   | 16                 | —          | —          | 376—391  |
| 1988        | 10                   | 10                 | —          | 1          | 392—401  |
| 1990        | 3                    | 3                  | —          | 8          | 402—404  |
| 1992        | 6                    | 6                  | —          | 18         | 405—410  |
| 1993        | 2                    | 2                  | —          | 3          | 411, 412 |
| 1994        | 1                    | 1                  | —          | —          | 413      |
| 1995        | 1                    | 1                  | —          | —          | 414      |
| 1999        | 1                    | 1                  | —          | —          | 415      |
| 2002        | 2                    | 2                  | —          | —          | 416, 417 |
| Всего       | 417                  | 417                | 52         | 32         |          |

## Эксплуатация

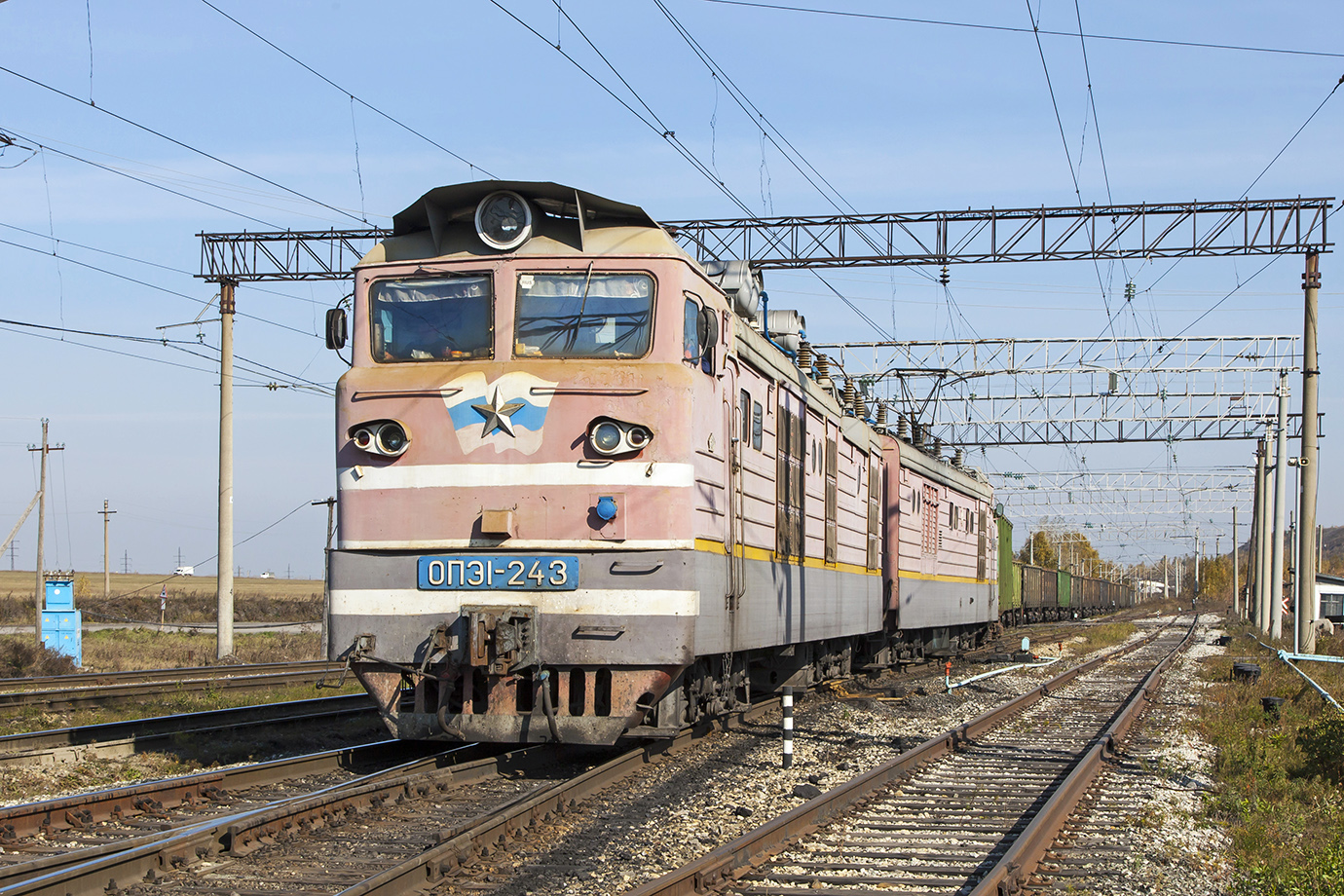
ОПЭ1-243 с грузовым поездом

Тяговые агрегаты ОПЭ1 поступали на железные дороги различных горнодобывающих предприятий России и Казахстана, электрифицированные переменным током напряжением 10 кВ. В настоящее время они наиболее распространены на карьерных железнодорожных линиях Юго-Восточной (Стойленский ГОК и «Павловскгранит»), Западно-Сибирской (Кедровский, Черниговский, Краснобродский и Бачатский угольные разрезы) и Красноярской (Бородинское ПТУ) железных дорог России, а также на Экибастузских угольных разрезах в Казахстане. По состоянию на 2010-е годы значительная часть тяговых агрегатов продолжает работать, при этом происходит их постепенное списание и замена более новыми тяговыми агрегатами НП1 и ОПЭ1АМ.
В ходе эксплуатации ОПЭ1 выяснилось, что их вагонная форма кузова неудобна для эксплуатации в условиях карьерных железных дорог. По сравнению с тяговыми агрегатами производства Днепропетровского завода, имеющими кузов капотного типа с единственной будочной двусторонней кабиной у электровозной секции и меньшую высоту кузова у дизельной секции и думпкаров, у ОПЭ1 проявлялись следующие неудобства — необходимость частого перехода локомотивной бригады между кабинами при смене направления движения, невозможность контролировать погрузку и разгрузку думпкаров из кабины противоположной секции, сложность обзора из кабины секции, прицепленной к думпкарам. Поэтому впоследствии Новочеркасский завод перешёл к выпуску тяговых агрегатов НП1 с кузовом капотного типа и центральной двусторонней кабиной будочной формы.
Периодически тяговые агрегаты ОПЭ1 проходят капитальный ремонт на Ростовском электровозоремнотном заводе, также ремонтная база находится в депо Каменоломни. В ходе ремонта часть тяговых агрегатов подверглась модернизации для возможности работы с одной электровозной секцией и двумя моторными думпкарами, дизельные секции за ненадобностью у них были списаны. Задний торец локомотивных секций был заварен и оснащён буферными фонарями, а также камерами для возможности визуального контроля движения машинистом из кабины на другом конце секции. Для возможности визуального контроля процесса погрузки и разгрузки думпкаров электровозная секция зачастую цепляется кабиной к думпкарам, а в голове поезда находится её задняя часть. Камерами также были оснащена часть тяговых агрегатов с сохраняемой дизельной секцией для обеспечения возможности работы машиниста из одной кабины со сторону думпкаров без необходимости перехода между секциями (как правило — в кабине дизельной секции).

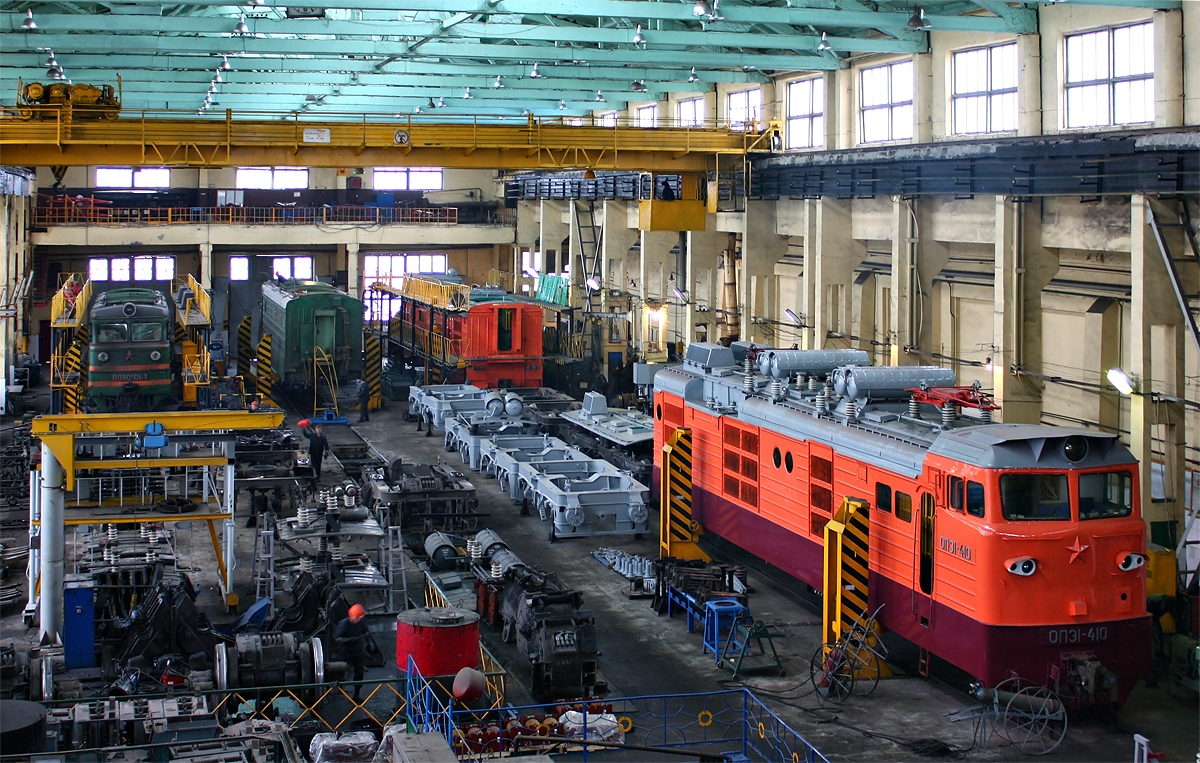
ОПЭ1-410 в депо Каменоломни
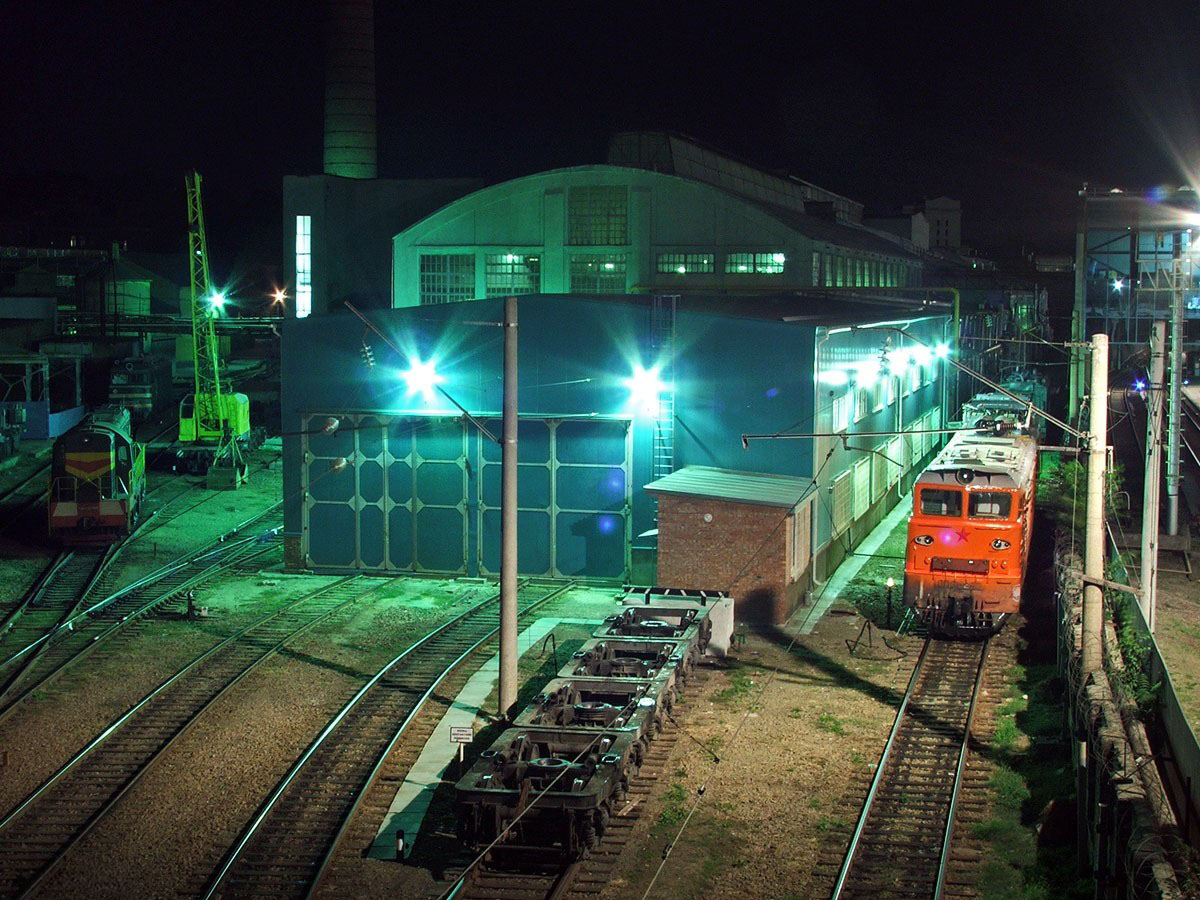
ОПЭ1 на РЭРЗ

## Общие сведения
Тяговый агрегат ОПЭ1 предназначен для вождения грузовых составов с породой на карьерных железных дорогах колеи 1520 мм, электрифицированных переменным током напряжения 10 кВ частоты 50 Гц, с питанием от верхнего или бокового контактного провода. Часть путей на равнинных участках в районах станций может быть неэлектрифицированными, если тяговый агрегат эксплуатируется с дизельной секцией. Агрегат может работать на участках железнодорожных путей с уклонами до 60 ‰. Условия эксплуатации: высота над уровнем моря не более 1200 м, температура окружающей среды от −50 °C до +40 °C, влажность воздуха 90 % при 20 °C. Конструкционная скорость составляет 65 км/ч, минимальный радиус проходимых кривых — 80 м. Оборудование агрегата рассчитано на надёжную работу при повышении напряжения в контактной сети до 11,6 кВ и понижении до 7,5 кВ.
Так как нагрузка от осей на рельсы составляет 30 тс, тяговый агрегат ОПЭ1 на железных дорогах общего назначения эксплуатироваться не может (для сравнения — нагрузка от оси электровоза ВЛ60 составляет 23 тс). Перевозка тягового агрегата ОПЭ1 с электровозостроительного или локомотиворемонтного завода к месту работы (в карьер) и обратно производится на специальных транспортных (облегчённых) тележках без тяговых электродвигателей, которые перевозятся отдельно на грузовых вагонах-платформах.

### Составность

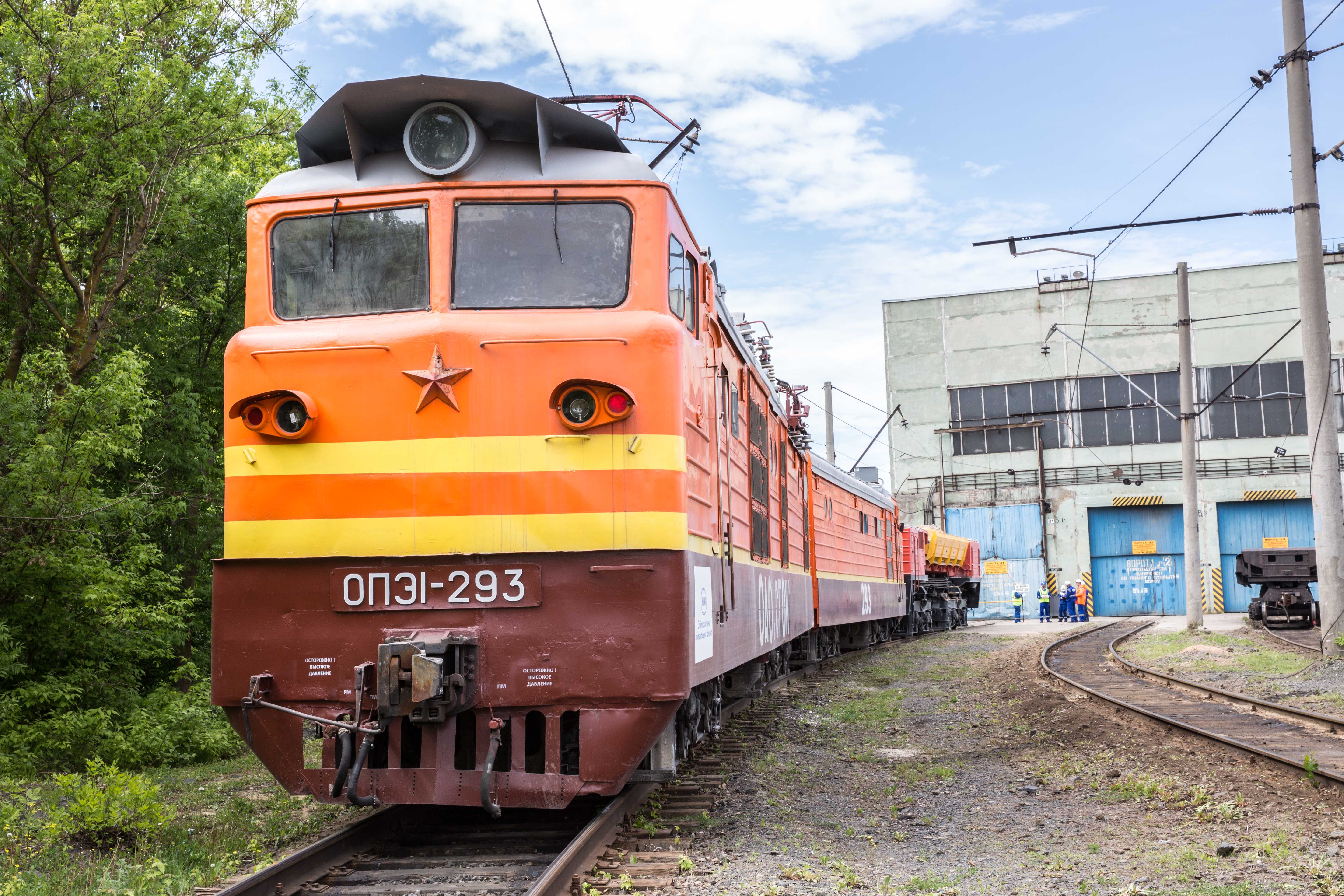
ОПЭ1-293 в основной составности (две локомотивных секции и думпкар)

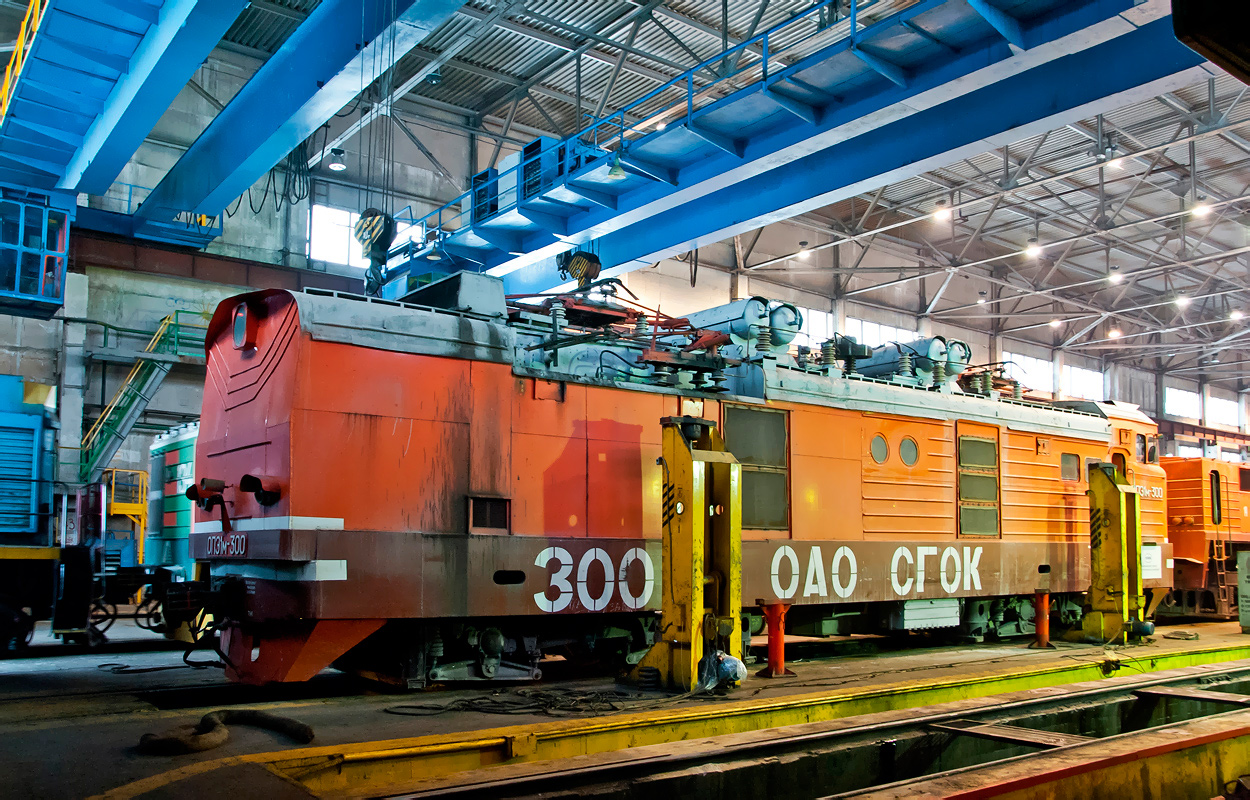
Модернизированная секция ОПЭ1м-300 для эксплуатации в с двумя думпкарами без тепловозной секции

Тяговый агрегат ОПЭ1 в базовой составности состоит из:
1. электровозной секции (Э), в кузове с кабиной машиниста установлен тяговый трансформатор, выпрямительная установка, токоприёмники;
2. секции автономного питания (тепловоз) (Т), в кузове с кабиной машиниста установлена дизель-генераторная установка от тепловоза М62;
3. моторной секции (М), представляющей собой думпкар, в котором можно перевозить полезные ископаемые, однако тележки имеют тяговые электродвигатели, либо моторную бустерную секцию с балластом вместо ёмкости для перевозки полезных ископаемых.

Электровозная, тепловозная и моторная секция имеют по две двухосные локомотивные тележки, общее число тяговых электродвигателей — 12.
Соединение электровозной (Э) и тепловозной (Т) секций со стороны кабин не допускается. Моторная секция (М) у машин раннего выпуска может прицепляться только сзади секции автономного питания (Т) ввиду отсутствия розеток спереди электровозной секции, у более поздних машин в зависимости от наличия розеток возможна также прицепка и со стороны электровозной секции.
Допускаются следующие режимы работы тягового агрегата при различном сочетании тяговых единиц:
- Три секции (электровоз, тепловоз и моторная секция) — основное сочетание тяговых единиц, обеспечивающее работу с составом в контактном и автономном режимах (тяга и торможение в обоих режимах создаются всеми 12 тяговыми двигателями);
- Две секции (электровоз и тепловоз без моторной секции) — работа с составом в контактном и автономном режимах (тяга в обоих режимах и реостатное торможение создаются 8 тяговыми двигателями);
- Одна электровозная секция (электровоз без моторной секции и тепловоза) — работа с составом в контактном режиме с использованием 4 тяговых электродвигателей;
- Одна тепловозная секция (тепловоз без моторной секции и электровоза) — работа с составом в автономном режиме с использованием 4 тяговых электродвигателей, питающихся от дизель-генератора; возможна работа только в режиме тяги (реостатное торможение не предусмотрено).

Кроме основного сочетания составных частей, тяговый агрегат может поставляться без дизельной секции в составе электровоза управления и двух моторных думпкаров для работы только на электрифицированных железнодорожных путях открытых горных разработок с руководящими уклонами до 60 ‰. После модернизации возможна работа электровозной секции с двумя моторными думпкарами.

### Нумерация и маркировка
Тяговые агрегаты ОПЭ1 получают трёхзначные номера по возрастанию по порядку выпуска, начиная с 001. Обозначение серии и номера указывается на лобовой части кабины машиниста по центру над автосцепкой у локомотивных секций и на торцевых стенах моторных бустерных секций в аналогичном месте, а также с правой стороны кабины локомотивных секций под боковым окном кабины. Маркировка наносится в виде объёмных металлических букв в формате ОПЭ1—XXX, где XXX — номер локомотива.

## Конструкция

### Кузов

#### Электровозная и тепловозная секции

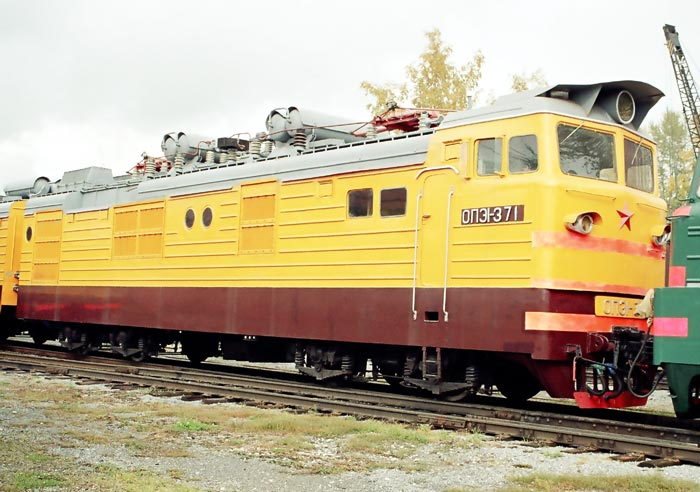
ОПЭ1-371, электровозная секция

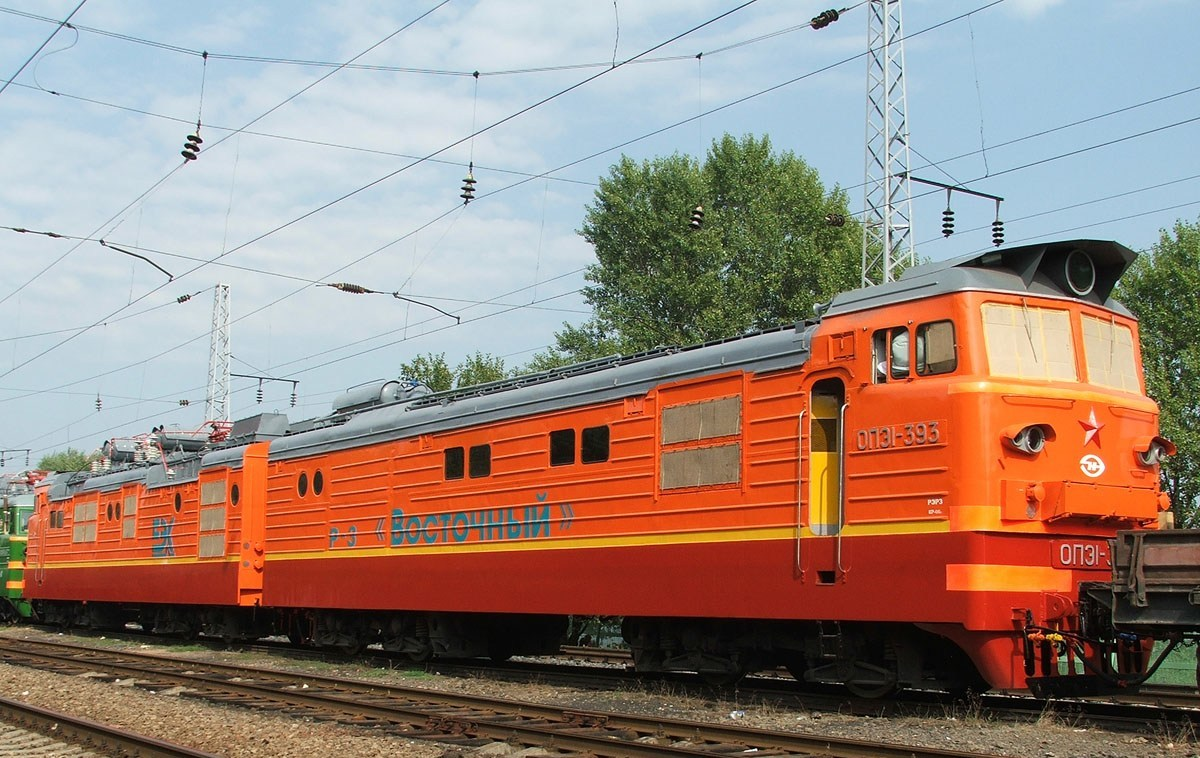
ОПЭ1-393 со стороны тепловозной секции без моторного думпкара

Кузова электровозной и тепловозной секции цельнометаллические вагонной формы с концевым расположением кабины машиниста; по внешнему виду они схожи с кузовами двухсекционных электровозов ВЛ80. Длина кузова каждой секции по торцам составляет 18800 мм, по осям автосцепок — 20100 мм; ширина — 3500 мм.
Рама у кузова каждой секции охватывающего типа, основными её элементами являются боковины коробчатого сечения, воспринимающие на себя все нагрузки и связанные поперечными балками. На электровозной секции к боковинам приварены балки для установки трансформатора, а у тепловозной — рама под дизель. Под рамой кузова в пространстве между тележками электровозной секции частично выступают трансформатор и два сглаживающих реактора, а у тепловозной секции в подрамном пространстве подвешен топливный бак. Рама каждой секции опирается на две тележки через боковые пружинные и концевые катковые опоры (по две боковых и две концевых опоры на тележку). Для передачи тяговых и тормозных усилий от тележек к кузову служат шкворни.
Боковые стенки кузова имеют гофры и представляют собой каркас из прокатных гнутых профилей. В стенках кузова имеются окна и жалюзи для охлаждения электрических машин; у тепловозной секции также имеются створчатые жалюзи систем охлаждения дизеля. Крыша кузова арочной формы имеет каркас из гнутых профилей, обшитых листовой сталью. В средней части крыши имеются монтажные проёмы.
Каждая секция имеет с переднего торца кабину машиниста с двумя лобовыми стёклами и небольшим наклоном вверху, по форме аналогичную кабине электровоза ВЛ80. Кабина по сравнению с ВЛ80 расположена на большей высоте для возможности обзора через лобовое стекло со стороны прицепленных к локомотиву думпкаров, за счёт чего крыша кабины имеет большую высоту, чем основная крыша кузова. Буферные фонари у первых тяговых агрегатов имели вертикальную компоновку и были прямоугольными, впоследствии вместо них стали устанавливаться круглые буферные фонари горизонтальной компоновки с козырьками, аналогичные таковым у ВЛ80т и ВЛ80с. На переднем торце со стороны кабины одной или обоих локомотивных секций также имеются розетки для соединения электрических кабелей с моторным думпкаром. Со стороны заднего торца каждой секции имеется межсекционный переход для локомотивной бригады и электрические кабели цепей питания и управления. По торцам к раме кузова закреплены усиленные автосцепки, конструктивно аналогичные автосцепкам СА-3.

#### Моторная секция
Кузова моторных думпкаров состоят из рамы, на которой по торцам расположены закрытые помещения для мотор-вентиляторов тяговых электродвигателей, тормозных резисторов и другого электрооборудования, а по центру — опрокидывающийся в обе стороны транспортная ёмкость с открытым верхом для перевозки насыпного груза, увеличивающего сцепной вес тягового агрегата. У моторных бустерных секций транспортная ёмкость отсутствует, вместо неё уложен балласт с прямыми боковыми бортами. Высота моторной секции (думпкара или бустера) несколько ниже уровня лобового стекла кабины локомотивных секций. Думпкар или бустерная секция по торцам имеет усиленные автосцепки, розетки для соединения электрических кабелей и буферные фонари, аналогичные таковым у локомотивных секций.

### Тележки
Каждая секция тягового агрегата опирается на две двухосные тележки. Рама тележки имеет цельносварную конструкцию и состоит из двух боковин, шкворневого и двух концевых брусьев. Средние части балансиров подвешены к буксам, связанным с рамой поводками (как у магистральных грузовых электровозов). На концы балансиров со стороны концевых брусьев рама тележки опирается через цилиндрические пружины, а со стороны шкворневого бруса – через листовые рессоры, являвшиеся также балансирами.
На концевых брусьях рамы каждой тележки со стороны шкворневого бруса укреплены два тормозных цилиндра диаметром 14”. Усилие от поршней этих цилиндров передаётся на тормозные колодки, располагавшиеся с обеих сторон колёс. Подвеска тяговых электродвигателей на тележках — опорно-осевая. Диаметр колёс составляет 1250 мм; передаточное число двухсторонних редукторов — 18:78 = 1:4,33.
Тележки у ОПЭ1 выполнены по типу тележек тяговых агрегатов ПЭ2м и ОПЭ2/ОПЭ1А, но в отличие от них имеют иную конструкцию связей с кузовом, схожую с таковой у электровозов EL10. Так как тележки тяговых агрегатов ОПЭ1 отличаются по конструкции от тележек тяговых агрегатов семейства ПЭ2, ОПЭ2 и ОПЭ1А, они не являются взаимозаменяемыми.

### Электрооборудование

#### Крышевое токоведущее оборудование
На крыше электровозной секции расположены токоприёмники двух типов — два центральных пантографа ТЛ-14М для токосъёма с верхнего контактного провода и до четырёх боковых ТБ-11М для токосъёма с бокового провода в местах погрузки. Боковые токоприёмники расположены в специальных нишах по краю крыши по бокам от центральных (по одному с каждой стороны; число их на разных электровозах серии различается и на ряде машин они отсутствуют. Опорные изоляторы токоприёмников частично расположены над капотами. Рабочая высота основного токоприёмника от уровня головки рельса — 5650 - 7150 мм, бокового — 4500 - 5300 мм; рабочая ширина бокового от оси пути — 2700 - 3700 
От токоприёмников питание подводится через токоведущие шины, огибающие воздушные резервуары, к главному воздушному выключателю, установленному в центральной части крыши, после чего через шинный ввод подаётся внутрь кузова на первичную обмотку понижающего трансформатора. У некоторых локомотивов ОПЭ1 в ходе обслуживания задний токоприёмник электровозной секции был переставлен в переднюю часть тепловозной секции, а по крыше тепловозной секции пропущена токоведущая шина.

#### Преобразующее оборудование
В электровозной секции установлен понижающий силовой трансформатор ОДЦЭ-8500/10, служащий для понижения высокого входного напряжения от контактной сети до уровня напряжения тяговых электродвигателей и вспомогательных машин. Вторичная (тяговая) обмотка трансформатора состоит из двух нерегулируемых и двух регулируемых частей; последние имеют выводы для регулирования напряжения, как это сделано на магистральных электровозах ВЛ80С. Номинальная мощность трансформатора — 8652 кВА, номинальное напряжение первичной сетевой обмотки – 10 кВ, вторичной тяговой при холостом ходе – 1350 В; обмотка собственных нужд имеет выводы с номинальным напряжением 240, 390 и 510 В. Масса трансформатора – 11000 кг, охлаждающего масла – 2230 кг.
От вторичной обмотки трансформатора питание поступает на две выпрямительные установки ВУК-700, размещённые внутри кузова. Каждая выпрямительная установка имеет по 240 диодов ВЛ-200-10, которые соединяются по однофазной разомкнутой мостовой схеме, состоявшей из четырёх плеч. В каждом плече – 60 вентилей, включенных в 15 параллельных групп по 4 последовательно соединенных вентиля в каждой. Каждая выпрямительная установка рассчитана на питание четырёх тяговых электродвигателей. Под выпрямительными установками в наружном подкузовном пространстве установлены сглаживающие реакторы.
Для ступенчатого регулирования напряжения в цепи тяговых электродвигателей служит групповой переключатель (главный контроллер) ЭКГ-138. Контроллер имеет 36 позиций, из которых все позиции кратные 4 (4, 8, ... , 32, 36) рассчитаны на длительную езду.

#### Тяговые электродвигатели
На тяговом агрегате установлены тяговые электродвигатели НБ-412П по 2 на каждую тележку. Электродвигатели этой модели созданы на базе электродвигателей НБ-412М электровозов ВЛ60. Каждый из электродвигателей приводит во вращение одну колёсную ось через тяговый редуктор. До 1977 года для данного двигателя при работе в часовом режиме были приняты следующие параметры: мощность – 540 кВт, напряжение – 1050В, ток – 560 А, частота вращения якоря – 545 об/мин. В процессе эксплуатации и проведения испытаний было установлено, что параметры для этого режима могут быть повышены и составлять, соответственно: 565 кВт, 1100 В, 575 А, 570 об/мин. С 1982 года, учитывая особенности работы тяговых агрегатов, для данного электродвигателя стали принимать в расчёт параметры 15-минутного режима: мощность – 644 кВт, напряжение – 1020 В, ток – 705 А; частота вращения якоря – 570 об/мин. Расход охлаждающего воздуха – 110 м3/мин; масса электродвигателя – 4950 кг.

#### Вспомогательное электрооборудование
Для привода вентиляторов тяговых электродвигателей на первых тяговых агрегатах ОПЭ1 первоначально устанавливались электродвигатели постоянного тока П-81, которые с 1976 года были заменены электродвигателями трёхфазного тока АЭ-92-4, применявшимися на магистральных электровозах. Это стало возможным в связи с отказом от требования самостоятельной работы дизельной секции.
На электровозной секции установлено два компрессора КТ-6Эл, которые приводятся электродвигателями постоянного тока ДП-62; на тепловозной секции установлен компрессор КТ-7 с приводом от вала дизеля. Суммарная производительность компрессоров – 10 м3/мин.

### Дизель-генератор
В дизельной секции установлен дизель-генератор 14ДГ, состоящий из дизеля 14Д40 производства Коломенского тепловозостроительного завода и генератора постоянного тока ГП-312 производства Харьковского завода Электротяжмаш — таких же, как и на тепловозах М62. Генератор имел номинальное напряжение 308 В и ток 4.200 А (часовой режим).
Дизель 14Д40 (12ДН23/30) 12-цилиндровый, двухтактный, V-образный (с углом развала 45°), оснащён двухступенчатым наддувом без охлаждения воздуха дизель 14Д40 . Диаметр цилиндров у дизеля — 230 мм, ход поршня с главным шатуном — 300 мм, с прицепным — 304,3 мм. Рабочий объём - 150,5 литра. При номинальной частоте вращения вала 750 об/мин мощность дизеля 2000 л.с. (1470 кВт). Дизель имеет прямоточную клапанно-щелевую продувку с 4-мя выпускными клапанами на цилиндр и 1 нижний распределительный вал на оба блока цилиндров. Масса сухого дизеля с поддизельной рамой  — 12550 кг; расход топлива при номинальной мощности 160—165 г/(э.л.с * ч).
Тяговый генератор ГП-312 постоянного тока, десятиполюсный, с независимым возбуждением и принудительной вентиляцией. Изоляция обмоток якоря и добавочных полюсов не ниже класса В, главных полюсов — класса Н. Номинальная (продолжительная) мощность генератора — 1270 кВт, номинальное и максимальное напряжение — 356 и 570 В соответственно, ток 3570/2230 А, максимальная частоту вращения якоря — 750 об/мин. Масса генератора — 7400 кг.

### Тормозное оборудование
На электровозе применяются следующие тормоза: пневматический (автоматический поездной, вспомогательный прямодействующий), электрический (реостатный) и ручной (стояночный).

### Управление

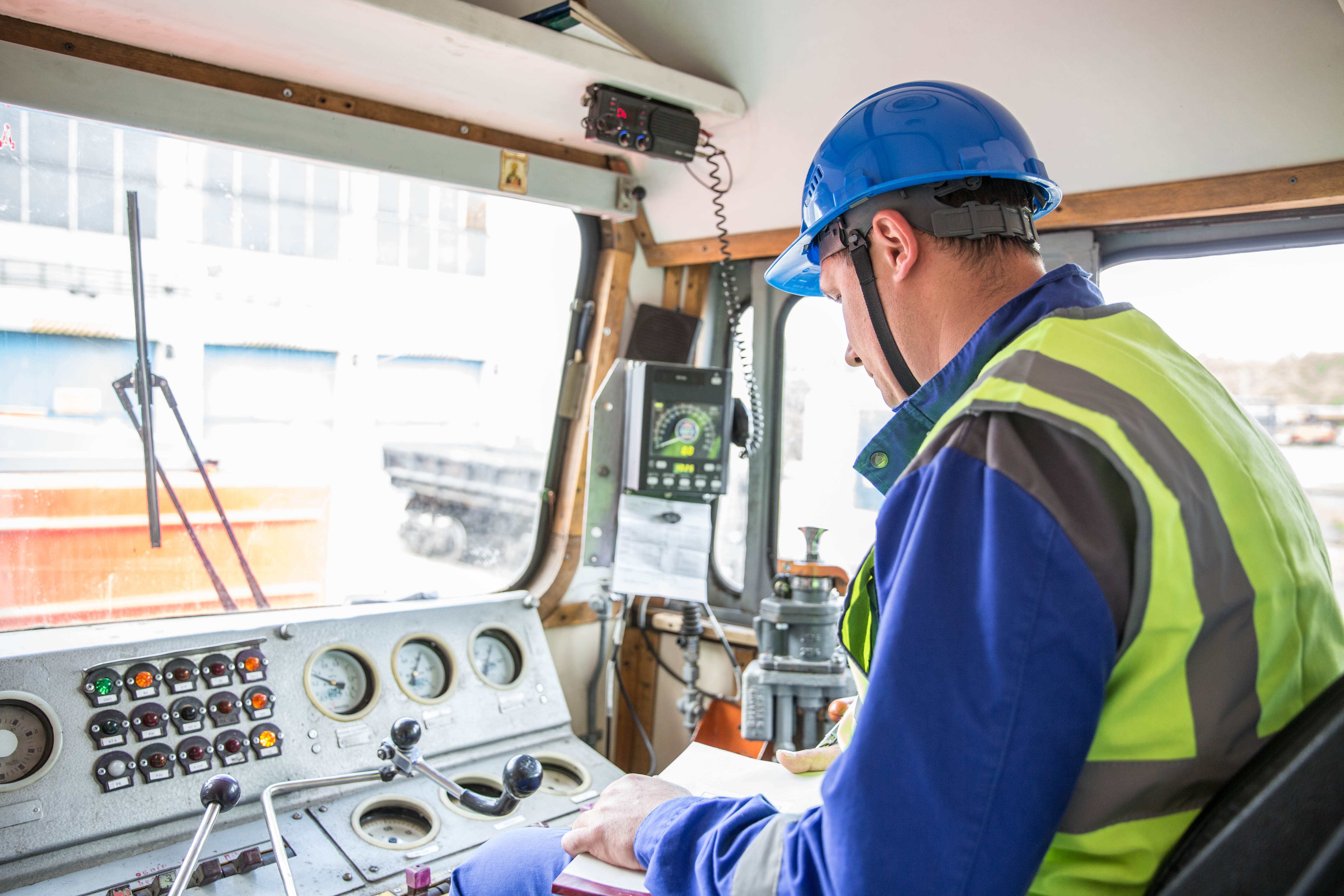
Интерьер кабины машиниста ОПЭ1

Управление работой тягового агрегата осуществляется с помощью контроллера машиниста КМЭ-71 и кнопочных выключателей. Предусмотрено ручное и автоматическое переключения с позиции на позицию, причем переключатель ступеней (главный контроллер) может фиксироваться на любой позиции. Цепи управления питаются постоянным током напряжением 75 В. Схема агрегата обеспечивает дистанционное управление разгрузкой вагонов-думпкаров состава из кабины машиниста в любой последовательности и получение низкой скорости при погрузке состава экскаваторами.